# Coronavirus – Doc Esser klärt auf
Coronavirus – Doc Esser klärt auf ist ein Podcast des Westdeutschen Rundfunks zum Thema SARS-CoV-2 und COVID-19-Pandemie in Deutschland, der seit dem 2. März 2020 ausgestrahlt wird. Die Folgen haben in der Regel eine Länge von etwa 20 Minuten.

## Inhalt
Der Lungenfacharzt Heinz-Wilhelm Esser beantwortet Fragen rund um das Thema „Coronavirus“. Der Podcast soll helfen, sich richtig zu verhalten. Er behandelt nicht nur auf das Kernsendegebiet des WDR beschränkte, sondern überwiegend allgemeine Themen.

## Hintergrund
Am 26. Februar 2020 startete der NDR den Podcast Coronavirus-Update mit dem Leiter der Virologie der Berliner Charité, Christian Drosten.
Heinz-Wilhelm Esser – genannt „Heiwi“ – ist Oberarzt für Innere Medizin und Leiter der Pneumologie am Klinikum Remscheid. Der WDR produziert seit 2016 mit Esser die Informationssendung Doc Esser – Der Gesundheits-Check und deren Spin-offs. Im Gegensatz zu den Podcasts Coronavirus-Update des NDR und Kekulés Corona-Kompass des MDR, die das Thema aus wissenschaftlicher Sicht beleuchten, wird in diesem Podcast das Thema aus Sicht des Praktikers dargestellt. Der Podcast ist nicht in der Wissenschaftsredaktion, sondern in der Verbraucherredaktion des WDR verortet. Moderiert wird der Podcast von der Wirtschafts- und Verbraucherredakteurin Anne Schneider. Esser ist nicht politisch beratend tätig.

## Verbreitung
Der Podcast ist in der WDR-Mediathek sowie über Apple Podcasts und Google Podcast abrufbar, einige Folgen auch über YouTube. Bei den Podcasts für Apple-Plattformen lag er in Deutschland vom 13. bis zum 18. März 2020 auf Platz 2 hinter dem NDR-Podcast Coronavirus-Update.

## Rezeption
Das Magazin Titanic verglich drei Podcasts zum Thema und urteilte: „Schöner Einsteiger-Podcast zum Thema.“

„Esser ist – im Gegensatz zu seinen direkten Mitbewerbern Drosten und Kekulé – offenbar nicht beratend für den Bund oder NRW tätig. Bedeutet aber auch inhaltliche Beinfreiheit, im Podcast selber herrscht eigentlich immer gute Stimmung. Interpretiert den Medizinexperten entlang der Schnittstelle von Fachmann und rheinischem Jung mit dem Herz am rechten Fleck („Müssen gucken, dass wir das Ding gewuppt bekommen!“).“

Das Magazin Cosmopolitan listet ihn als einen der drei besten Podcasts zum Thema „Coronavirus“. Esser verschaffe „eine ganz andere Sichtweise auf die Faktenlage.“
Die Bayerische Landeszentrale für politische Bildungsarbeit empfiehlt den Podcast als „verlässliche Quelle“.

## Folgen
| Nr. | Datum              | Titelthema                                                      |
| --- | ------------------ | --------------------------------------------------------------- |
| 01  | 02. März 2020      | Wie gefährlich ist das Coronavirus?                             |
| 02  | 03. März 2020      | Wer muss sich besonders vor dem Coronavirus schützen?           |
| 03  | 04. März 2020      | Wie lebt es sich in Quarantäne?                                 |
| 04  | 05. März 2020      | Wann ist es Zeit, zum Arzt zu gehen?                            |
| 05  | 06. März 2020      | Können wir das Wochenende noch genießen?                        |
| 06  | 07. März 2020      | Heiwi, wie lief die Woche?                                      |
| 07  | 09. März 2020      | Sind wir gut vorbereitet auf die Corona-Welle?                  |
| 08  | 10. März 2020      | Was steckt hinter den Mythen über das Coronavirus?              |
| 09  | 11. März 2020      | Warum machen die Stadien dicht?                                 |
| 10  | 12. März 2020      | Warum werden nicht alle auf Corona getestet?                    |
| 11  | 13. März 2020      | Wie können wir Risikogruppen besser schützen?                   |
| 12  | 14. März 2020      | Heiwi, was kommt denn jetzt noch auf uns zu?                    |
| 13  | 16. März 2020      | Wie kann man sich in den eigenen vier Wänden beschäftigen?      |
| 14  | 17. März 2020      | Ist schon ein Kraut gegen das Coronavirus gewachsen?            |
| 15  | 18. März 2020      | Welche Arzttermine sind jetzt wichtig?                          |
| 16  | 19. März 2020      | Nerven behalten – aber wie?                                     |
| 17  | 20. März 2020      | Wie sicher ist Einkaufen?                                       |
| 18  | 21. März 2020      | Heiwi, dürfen wir am Wochenende noch Sport machen?              |
| 19  | 23. März 2020      | Wann ist der Spuk endlich vorbei?                               |
| 20  | 24. März 2020      | Warum werden so wenige Menschen getestet?                       |
| 21  | 25. März 2020      | Wem helfen Atemschutzmasken?                                    |
| 22  | 26. März 2020      | Wann kommt ein Impfstoff?                                       |
| 23  | 27. März 2020      | Wie schützt uns das Immunsystem vor Corona?                     |
| 24  | 28. März 2020      | Heiwi, müssen wir die Osterferien canceln?                      |
| 25  | 30. März 2020      | Schaffen unsere Krankenhäuser das?                              |
| 26  | 31. März 2020      | Sind auch junge Menschen gefährdet?                             |
| 27  | 01. April 2020     | Wie werden Covid-19-Patienten behandelt?                        |
| 28  | 02. April 2020     | Wie können wir besonders Bedürftigen helfen?                    |
| 29  | 03. April 2020     | Haben wir das Coronavirus am Anfang unterschätzt?               |
| 30  | 04. April 2020     | Heiwi, killt der Sommer das Virus?                              |
| 31  | 06. April 2020     | Wie hilft Sport gegen das Virus?                                |
| 32  | 07. April 2020     | Wer muss beatmet werden?                                        |
| 33  | 08. April 2020     | Biologieunterricht mit Dr. Heinz-Wilhelm Esser                  |
| 34  | 09. April 2020     | Wie geht’s allmählich zurück ins normale Leben?                 |
| 35  | 10. April 2020     | Heiwi, wie ist es Ostern im Krankenhaus?                        |
| 36  | 14. April 2020     | Wann sollte ich trotz Corona-Gefahr zum Arzt gehen?             |
| 37  | 15. April 2020     | Was lernen wir aus Heinsberg?                                   |
| 38  | 16. April 2020     | Was ändert sich durch die gelockerten Regeln?                   |
| 39  | 17. April 2020     | Ist das ein Heuschnupfen oder das Coronavirus?                  |
| 40  | 18. April 2020     | Heiwi, hört deine Frau eigentlich unseren Podcast?              |
| 41  | 20. April 2020     | Was wissen wir über Corona?                                     |
| 42  | 23. April 2020     | Was bringt die Maskenpflicht?                                   |
| 43  | 27. April 2020     | Wie tödlich ist das Coronavirus?                                |
| 44  | 30. April 2020     | Langes Wochenende: Dürfen wir wieder Freunde treffen?           |
| 45  | 04. Mai 2020       | Gibt es Hoffnung im Kampf gegen das Virus?                      |
| 46  | 07. Mai 2020       | Back to school – sind Kinder wirklich Virenschleudern?          |
| 47  | 11. Mai 2020       | Lockerungen – wo muss ich jetzt besonders aufpassen?            |
| 48  | 12. Mai 2020       | Spezial-Folge mit dem Gast Eckart von Hirschhausen              |
| 49  | 14. Mai 2020       | Kicken trotz Coronavirus?                                       |
| 50  | 18. Mai 2020       | Asthma, Allergie, Alter – wer gehört zur Risikogruppe?          |
| 51  | 20. Mai 2020       | Wie fühlt man sich nach überstandener Krankheit?                |
| 52  | 25. Mai 2020       | Was bringen PCR- und Antikörpertests?                           |
| 53  | 28. Mai 2020       | Welche Mittel helfen bei einer Covid-Erkrankung?                |
| 54  | 04. Juni 2020      | Ab in den Urlaub: Was sollte man dabei beachten?                |
| 55  | 08. Juni 2020      | Aerosole oder Schmierinfektion – wie stecke ich mich an?        |
| 56  | 11. Juni 2020      | Heiwi, warum muss dein Vater dich korrigieren?                  |
| 57  | 15. Juni 2020      | Welche Rolle spielt die Blutgruppe für den Krankheitsverlauf?   |
| 58  | 18. Juni 2020      | Wie funktioniert die Corona-Warn-App?                           |
| 59  | 25. Juni 2020      | Wie gefährlich ist der Ausbruch bei Tönnies?                    |
| 60  | 02. Juli 2020      | Was tun gegen den Corona-Bauch?                                 |
| 61  | 09. Juli 2020      | Können wir vor dem Coronavirus weglaufen?                       |
| 62  | 16. Juli 2020      | Sind wir zu leichtsinnig?                                       |
| 63  | 23. Juli 2020      | Was machen die Corona-Impfstoffe?                               |
| 64  | 30. Juli 2020      | Sind wir auf eine zweite Welle vorbereitet?                     |
| 65  | 05. August 2020    | Sind wir bereit für die Schule?                                 |
| 66  | 13. August 2020    | Weshalb ist Covid-19 keine Grippe?                              |
| 67  | 20. August 2020    | Ist das Coronavirus weniger tödlich als gedacht?                |
| 68  | 27. August 2020    | Wieder infiziert: Was bringt ein Impfstoff?                     |
| 69  | 02. September 2020 | Was ist dran an den umstrittenen Thesen von Bhakdi?             |
| 70  | 10. September 2020 | Maske auf und durch?                                            |
| 71  | 17. September 2020 | Wie verhindern wir „Superspreading“?                            |
| 72  | 24. September 2020 | Wie reagiert unser Immunsystem auf Covid-19?                    |
| 73  | 01. Oktober 2020   | Tschüss Sommer, hallo Corona? Was geht im Herbst?               |
| 74  | 08. Oktober 2020   | Ist Donald Trump ein Risikopatient unter vielen?                |
| 75  | 14. Oktober 2020   | Welche Probleme löst der Schnelltest?                           |
| 76  | 22. Oktober 2020   | Überall Risikogebiet! Wer muss wann in Quarantäne?              |
| 77  | 29. Oktober 2020   | Corona-Update: Gibt es Hoffnung aus der Forschung?              |
| 78  | 02. November 2020  | Wann wird es kritisch auf den Intensivstationen?                |
| 79  | 05. November 2020  | Warum darf die Bundesliga kicken und der Breitensport nicht?    |
| 80  | 09. November 2020  | Notstand – Was passiert mit Patienten ohne Corona?              |
| 81  | 12. November 2020  | Langzeitschäden – Was bleibt vom Coronavirus?                   |
| 82  | 16. November 2020  | Testen wir jetzt doch wieder weniger?                           |
| 83  | 19. November 2020  | Corona-Zwischenbilanz: Reicht der Teil-Lockdown?                |
| 84  | 23. November 2020  | Impfstoffe vor der Zulassung – was weiß man über die Risiken?   |
| 85  | 26. November 2020  | Frohe Weihnachten – Wie sicher sind Oma und Opa?                |
| 86  | 03. Dezember 2020  | Warum geht’s in Hongkong auch ohne Teil-Lockdown?               |
| 87  | 10. Dezember 2020  | Ist der Impfstoff für jeden was?                                |
| 88  | 17. Dezember 2020  | Covid-19 – wie behandeln? Zuhause und im Krankenhaus …          |
| 89  | 24. Dezember 2020  | Was wünschst du dir für’s kommende Jahr, Oli P.?                |
| 90  | 31. Dezember 2020  | 2020 – Die Coronologie der Pandemie                             |
| 91  | 07. Januar 2021    | Was tun gegen den Impfstoffmangel?                              |
| 92  | 14. Januar 2021    | Viele Infektionen und Tote – Ist das mutierte Virus schon hier? |
| 93  | 21. Januar 2021    | Was sollte man vor der Impfung wissen?                          |
| 94  | 28. Januar 2021    | Impfstoff, Schnelltests, neues Arzneimittel – was hilft uns?    |
| 95  | 4. Februar 2021    | Was machen die Coronaregeln mit unserer Psyche?                 |
| 96  | 11. Februar 2021   | Kein Corona! Werden andere Krankheiten gerade verschleppt?      |
| 97  | 18. Februar 2021   | Gibt es ein Problem mit dem Astrazeneca-Impfstoff?              |
| 98  | 25. Februar 2021   | Können wir mit den Schnelltests mehr öffnen?                    |
| 99  | 4. März 2021       | Wie schwer sind die Long-Covid-Symptome?                        |
| 100 | 11. März 2021      | Pflegeheime durchgeimpft – Entspannung in Sicht?                |
| 101 | 18. März 2021      | Keine Angst vor AstraZeneca! Oder doch?                         |
| 102 | 25. März 2021      | Mit Selbsttests die Liebsten besuchen?                          |
| 103 | 1. April 2021      | Endlich Osterferien. Ab wann können die Schulen wieder öffnen?  |
| 104 | 8. April 2021      | Wie tödlich ist AstraZeneca wirklich?                           |
| 105 | 15. April 2021     | Supermarkt, Büro, Park oder zuhause – wo stecken wir uns an?    |
| 106 | 22. April 2021     | Was muss ich alles für die Impfung wissen?                      |
| 107 | 29. April 2021     | Hohe Inzidenz bei Kindern – schlagen die Mutanten zu?           |
| 108 | 6. Mai 2021        | Geimpft – und trotzdem ansteckend?                              |
| 109 | 13. Mai 2021       | Impfstoff für alle – und bald auch für Kinder?                  |
| 110 | 20. Mai 2021       | Getestet, geimpft, genesen – was gilt beim Ausgehen und Reisen? |
| 111 | 27. Mai 2021       | Erst Astra, dann Biontech – wie sicher ist der Impfstoffmix?    |
| 112 | 3. Juni 2021       | Long Covid oder Long Long Covid? Was tun gegen die Spätfolgen?  |
| 113 | 10. Juni 2021      | EMA, STIKO & Kinderarzt - Auf welchen Rat sollen wir hören?     |
| 114 | 17. Juni 2021      | Wie komme ich weg vom Zucker?                                   |
| 115 | 24. Juni 2021      | Macht die Delta-Mutante unseren Sommer kaputt?                  |
| 116 | 1. Juli 2021       | Feuert die EM die Pandemie an?                                  |
| 117 | 15. Juli 2021      | Wie viel Lockdown-Alkohol ist zu viel?                          |
| 118 | 22. Juli 2021      | Inzidenz oder Krankenhauskapazität – was ist jetzt wichtig?     |

Im Nachfolgepodcast Frag dich fit – der Gesundheitspodcast mit Doc Esser und Anne wurde das Thema in der Folge Corona, die Impfung und Post COVID – aus der Pandemie lernen (30. August 2024) erneut aufgegriffen.

## Weitere Podcasts zum Thema
- Coronavirus-Update, NDR
- Kekulés Corona-Kompass, MDR
- Corona aktuell – Der Podcast der Bundesregierung